# Grevillea involucrata
Grevillea involucrata  es una especie de arbusto  del gran género  Grevillea perteneciente a la familia  Proteaceae. Es originaria del sudoeste de Australia Occidental. 

## Descripción
Crece hasta alcanzar un tamaño de 0,5 metros de altura y produce flores de color rosa entre junio y octubre (inicio del invierno a mediados de primavera) en hábitat nativo.

## Taxonomía
Grevillea involucrata fue descrita por Alex George y publicado en Nuytsia 1: 372. 1974.
Etimología
Grevillea, el nombre del género fue nombrado en honor de Charles Francis Greville, cofundador de la Royal Horticultural Society.
involucrata: epíteto latíno que significa "con involucro"